# Succisa (Pontremoli)
Succisa è una frazione del comune italiano di Pontremoli, nella provincia di Massa-Carrara.
Posta ai confini con la Provincia di Parma, la frazione è nota per la contesa con Monsagrati circa il luogo di nascita di santa Zita.

## Geografia fisica

### Territorio
Succisa si trova in territorio montagnoso a circa 600 metri d'altezza nella vallata del torrente Magriola, sulle pendici meridionali del monte Molinatico. Il terreno è argilloso e ricco di sorgenti, caratteristiche che favoriscono le frane.
Il paese è formato dalle frazioni di Pollina, Colla, Barca, Poderi e Villavechia.
Pollina deve il suo nome alla presenza di numerose polle d'acqua, che spesso causano dissesti.
È la frazione più popolata, ma la maggioranza degli abitanti oggi ha più di 45 anni di età.
Colla è una delle più antiche frazioni dove secondo la tradizione nel 1218 nacque Santa Zita. È la frazione con le maggiori tracce storiche: vi si trovano la cappella dedicata alla santa, la chiesa del paese dedicata alle S.S.Perpetua e Felicita ed il cimitero, circa 500 metri fuori dall'abitato, dove vengono sepolti i succisani.
L'origine del nome di Villavecchia risale al fatto che si ritiene fu il primo nucleo degli agglomerati di case che formano Succisa. Si trova sulla costa di una pendio.
La frazione dei Poderi è localizzata lungo il corso del torrente Magriola lungo la strada provinciale ed è la più vicina a Mignegno. È formata da alcuni poderi sparsi.
La Barca viene chiamata così perché il borgo visto nel suo insieme ricorda la forma di una nave.

### Clima
Il clima è fresco d'estate e freddo d'inverno, con molte precipitazioni e vento frequente soprattutto di tramontana. Considerando l'altitudine di 600 metri sul livello del mare, l'esposizione assolata e i venti caldi che arrivano dal Mar Ligure si capisce che tuttavia non si tratta di un clima particolarmente freddo come quello di altri paesi vicini, Cervara ad esempio.

## Origini del nome
Succisa è il nome collettivo degli agglomerati di case che sorgono mediamente a 585 m sul livello del mare, sulle pendici di levante del monte Molinatico, nella valle del torrente Magriola, affluente del fiume Magra nel comune di Pontremoli.
Il nome, secondo molti dei suoi abitanti, deriva da un'antica forma dialettale della parola "associazione"; Repetti invece ne dà un'interpretazione più semplice da sub Cisa, sotto la Cisa, il passo che si snoda sopra il paese.
Secondo Giovanni Sforza il nome deriva dal participio del verbo latino succìdere (da sub e caedo: tagliare sotto, in basso); per il fatto che lungo le strade percorse da soldati e viandanti si procedeva a tagliare l'abbondante sottobosco e la fitta vegetazione che favorivano le imboscate di banditi e predatori.
Citata nei documenti più antichi col nome di Succisa, è presente in altri più recenti col nome di Soccisa o Succisa. Il nome è stato ripristinato in modo definitivo in Succisa con Decreto del presidente della Repubblica 8 settembre 1950, n. 854.

## Storia

### Dalla fondazione alla seconda guerra mondiale
Situata sulla via che attraverso vari passi appenninici metteva in comunicazione le valli del nord con il mare, ebbe un'origine sicuramente antica da attribuire a galli, liguri-apuani, romani. Secondo una versione diffusa tra gli abitanti, il paese venne fondato all'inizio del basso medioevo da alcuni pastori liguri che si stabilirono nella località di Villavecchia. Poi sorsero altri piccoli agglomerati che collaboravano tra di loro, come potrebbe indicare il nome stesso del paese.
In posizione strategica, si trovò nelle contese per il possesso della proprietà e delle vie di comunicazione fra il monastero- xenodochio di Montelungo e il castello di Grondola, in età feudale.
Visse le vicende legate alle varie fasi della storia di Pontremoli, conoscendo assalti e distruzioni da parte dei soldati di Arrigo V e Federigo I.
Nel 1245 l'imperatore Federico II descrive i confini del territorio di Grondola, da esso donato al Comune di Parma (Archivio comunale di Parma):
(Federico II)
 La suddetta donazione fu revocata nel 1248, indizione VI, marzo.
Fu compartecipe con Pontremoli delle lotte fra guelfi e ghibellini e riappacificata dall'intervento di Castruccio Castracani, alla cui morte passò sotto il dominio dei Rossi di Parma, ai quali subentrarono prima i Mastino della Scala nel 1336, poi i Visconti di Milano nel 1339, quindi i Fieschi di Genova e nel 1433 gli Sforza di Milano.
Nel 1495 subì i massacri e le devastazioni delle soldataglie di Carlo VIII conoscendo il dominio di francesi e spagnoli.
Nel 1649 fu venduta alla Repubblica di Genova passando successivamente al Granducato di Toscana. Dal 1843 all'unità d'Italia fu sotto il Ducato di Parma.
Da allora ha seguito le vicende storiche di Pontremoli.
La frazione di Pollina subì un importante smottamento franoso nel 1600 e venne del tutto diroccata da una grossa frana chiamata "libbia" nel gennaio del 1814.
In tutte e due i momenti furono costruiti nuovi caseggiati in zone a monte, più sicure, che hanno preso il nome dai loro primi abitanti.
Lo stemma di Succisa riprende nella parte inferiore lo stemma di Pontremoli;
nella parte superiore il sole rappresenta la Provvidenza divina e la croce la Fede religiosa.

### Dalla seconda guerra mondiale ad oggi
Succisa si espanse attraversando periodi più facili e più difficili per la sua popolazione, come durante la Seconda guerra mondiale.
Il paese in questo periodo aveva scuole elementari in alcune frazioni e un ufficio postale.
Questo fu però un periodo di povertà e molti succisani scelsero di emigrare dapprima stagionalmente nel bresciano, in Maremma e in Corsica dove ai lavori agricoli e di manovalanza sommano anche la strada del commercio. Alla fine degli anni 30 del novecento iniziò lo spopolamento a favore di centri urbani più grandi. Fu forte l'emigrazione negli Stati Uniti, in Brasile e in Argentina, mentre minore fu l'emigrazione in stati europei come Francia e Inghilterra. L'emigrazione interna all'Italia fu diretta alle città del nord come Milano, Genova, Como o le Marche. La caratteristica del fenomeno migratorio di Succisa che lo rende un caso unico in tutta la Lunigiana è, però, l'essere stata diretta maggiormente verso la città di Roma.
Durante la Seconda guerra mondiale a Succisa erano presenti partigiani; nel marzo del 1944 morì lì il comandante del gruppo Picelli, Fermo Ognibene, a cui fu conferita la medaglia d'oro alla memoria.

### La questione Santa Zita
I natali di Santa Zita sono incerti e persi nella leggenda, Succisa li contende con Monsagrati nel lucchese ed i documenti storici di questa diatriba sono numerosi.
Dante riconobbe lombardi i suoi genitori, vocabolo comune ai pontremolesi con cui designavano gli abitanti della pianura padana.
Ugolino da Parma, giureconsulto e magistrato di Lucca scriveva la vita di “S. Zita originaria della Colla, membro del villaggio di Succisa, territorio di Pontremoli. In tempo di carestia dai genitori abbandonata la patria, passò a Lucca e prese servizio in "casa Fatinelli" o "dé Fantinelli".
Bernardino Campi la disse “nata alla Colla di Succisa, giurisdizione di Pontremoli, da Giovanni Bernabovi, sempre della Colla”.
Alcuni commentatori danteschi la ritengono nata a Pontremoli.
A 12 anni entrò a servizio nella casa dei signori Fatinelli di Lucca, dove visse fino alla morte e dove prestò la sua opera caritatevole verso i poveri.
Un documento della morte di S. Zita con chiari riferimenti alla Colla di Succisa come luogo di nascita era presente nell'Archivio Parrocchiale nel 1897 come riferisce in fede don L. Castellotti che lo trascrive a testimonianza.
L'8 ottobre 1758 fu proclamata dal Consiglio Comunale di Pontremoli Compatrona principale della città.

## Monumenti e luoghi d'interesse

### La chiesa
La chiesa parrocchiale è dedicata alle S.S Perpetua e Felicita. Viene citata per la prima volta in un documento ufficiale nel 1565, il libro del matrimonio 1565, ma la sua origine è sicuramente più antica. Fino al 1813 si trovava nella frazione di Villavecchia, poi con l'incorporamento nella parrocchia della frazione di Pollina la chiesa venne spostata in una località più centrale alla Colla. Negli anni dal 1937 al 1938 vennero realizzati gli affreschi da Luigi Battistini, mentre più recentemente si sono aggiunte le opere di Angelo e Tiziano Triani. Nel 1853 iniziarono i avori per la costruzione del campanile che si protrassero fino al 1870. Oggi ha le sue cinque campane: "il campanone", chiamato Santa Zita, la campana più piccola denominata "S.Antonio Abate", e le altre tre: "Vergine Maria", "S. Felicita" e "S. Perpetua".

### I luoghi di Santa Zita
Alla Colla si trova la cappella dedicata a Santa Zita edificata nel 1883 quella che si pensa fosse la sua casa natale. Inoltre sono presenti altre testiminianze della santa, come il campo di Santa Zita e la fontana di Santa Zita dove secondo la memoria popolare era solita lavarsi le mani prima di andare a messa. Nel cimitero del paese è sepolto il nonno paterno della santa.

### Il castello
Sono presenti i ruderi dell'antico castello della Colla situato su un'altura che dalla sua posizione strategica dominava tutta la valle e permetteva di vedere fino a Grondola e Montelungo. Fu proprietà dei Bugari dal '200.

### Il patrimonio naturalistico
I boschi di castagno attirano molte persone per la presenza dei funghi Porcini (Boletus edulis) e molte altre specie autoctone oltre ad una grande biodiversità faunistica.

## Società

### Tradizioni e folclore
Sante Felicita e Perpetua
La festa del patrono di Succisa, Sante Felicita e Perpetua,  a cui è dedicata la chiesa della Colla. La ricorrenza liturgica è il 7 marzo, ma i succisani hanno l'abitudine di festeggiare le due Sante un giorno prima, il 6 marzo.
Santa Zita
La festa più sentita e più importante per i succisani è quella dedicata a Santa Zita, il 27 aprile, quando tutti i succisani si riuniscono per la celebrazione liturgica e per fare il mercatino che si tiene in paese. Se non cade di domenica, però, Santa Zita viene festeggiata più solennemente la domenica successiva al 27 aprile.
Madonna del Rosario
Un'altra ricorrenza religiosa di Succisa è la Madonna del Rosario, prima domenica di ottobre. Alla mattina c'è Solenne Messa e al pomeriggio fine qualche anno fa si svolgeva anche la Processione lungo le vie del paese.
Falò di Carnevale
Il sabato di carnevale a Succisa è tradizione bruciare un falò come molti in altri borghi sparsi nell'Alta Lunigiana.

## Cultura

### Cucina
La cucina tipica di Succisa è la semplice preparazione degli ingredienti disponibili nei vari periodi dell'anno per valorizzare ogni sapore.
I piatti tipici sono la patona, una sfoglia di farina di castagne simile al castagnaccio, e la barbotta (che qui si pronuncia barbotla), che si differenzia di quella pontremolese e consiste in una sfoglia di farina di frumento con fiori di zucchine o altre verdure. A Succisa infatti la barbotla è una patona con ingredienti aggiuntivi: pinoli, noci e uvetta.
Una particolarità della cucina succisana è quella della torta di riso che, mentre nelle altre località lunigianesi o non ha la sfoglia, o ce l'ha solo da una parte, è presente su entrambi i lati. Altri piatti sono la bomba di riso, uno sformato di riso ripieno di verdure e carne, la torta d'erbi, i frascadei (una zuppa fatta con ossa di maiale, verdura e polenta), i padelletti (frittelle di grano o di castagno).
Tutti gli altri piatti erano il frutto dell'armonizzazione dei sapori di molti cibi come le trote dei torrenti, le prede della caccia, gli animali allevati e le verdure coltivate.
Il pane era la levata, pane lievitato cotto nei testi di ghisa sopra foglie di castagno, o la mesciada, un mix di farina di grano e di castagno, fatta lievitare col bicarbonato e cotta come la levata.

## Infrastrutture e trasporti
Succisa è raggiungibile dalla strada provinciale 38, che passa lungo il torrente Magriola partendo da Mignegno e prosegue verso il passo del Brattello e Grondola.

## Sport

### Impianti sportivi
A Succisa sono presenti due campi da calcio rispettivamente alle frazioni di villavecchia e pollina, uno da tennis (Villavecchia) e uno da bocce sempre alla villavecchia